# Liste der Hochhäuser in Dänemark
Die Liste der Hochhäuser in Dänemark führt alle Hochhäuser in Dänemark auf, die eine bauliche Höhe von 50 Metern erreichen oder diese überschreiten. Dänemarks höchstes Hochhaus ist seit 2022 mit 142 Metern das Lighthouse in Aarhus. Da es weniger als 150 Meter hoch ist, hat Dänemark keinen Wolkenkratzer.
Das höchste Bauwerk in Dänemark überhaupt ist der Sendemast Tommerup mit 321,3 Metern. Eine Reihe weiterer Sendemasten sind nur wenig niedriger. Die höchsten freistehenden Bauwerke in Dänemark sind die Pfeiler der Storebæltsbroen mit 254 Metern und der Kamin des Kraftwerk Esbjergs mit 250 Metern.

## Liste
| Nr. | Gebäude                                  | Ort                   | Höhe in m | Etagen | Baujahr                          | Beschreibung | Bild           |
| --- | ---------------------------------------- | --------------------- | --------- | ------ | -------------------------------- | --- | -------------- |
| 1.  | Lighthouse                               | Aarhus                | 142       | 43     | 2022                             | Das Lighthouse in Aarhus hat 2022 das Krankenhaus von Herlev als höchstes Hochhaus Dänemarks abgelöst. | weitere Bilder |
| 2.  | Herlev Krankenhaus                       | Herlev                | 120       | 25     | 1976                             | Das Krankenhaus von Herlev wurde bis 1976 errichtet. Im Turm sind 710 Krankenzimmer untergebracht. In den unteren Stockwerken und einem seitlichen Nebenbau befinden sich die Operationssäle und Behandlungsräume. Es war bis 2022 das höchste Hochhaus in Dänemark und bis 2003 das höchste Hochhaus in Skandinavien. | weitere Bilder |
| 2.  | Pasteurs Turm                            | Kopenhagen, Carlsberg | 120       | 37     | 2022                             | Wohnungen | weitere Bilder |
| 3.  | Domus Vista                              | Frederiksberg Kommune | 101,95    | 30     | 1969                             | In den 30 Stockwerken des Hauses befinden sich 470 Wohnungen, jeweils 17 in einem Regelgeschoss. Ein Einkaufszentrum ist im Erdgeschoss und 1. Stock. Nach der ursprünglichen Planung sollte das Gebäude 28 Stockwerke haben, während der Bauphase entschlossen sich die Bauträger, zwei zusätzliche Geschosse aufzusetzen. | weitere Bilder |
| 4.  | Bohrs Turm                               | Kopenhagen, Carlsberg | 100,6     | 30     | 2017                             | University City Campus (UCC) und Wohnungen | weitere Bilder |
| 5.  | Nordbro                                  | Kopenhagen, Nørrebro  | 96        | 29     | 2019                             | Studentenwohnen | weitere Bilder |
| 6.  | Aarhus City Tower                        | Aarhus                | 94        | 25     | 2014                             | Hotel, Büros | weitere Bilder |
| 6.  | Unity Aarhus                             | Aarhus                | 94        | 28     | 2023                             | Hotel, Wohnungen | weitere Bilder |
| (-) | Carlsberg Hauptverwaltung                | Kopenhagen, Vesterbro | 88        | 22     | 1962 / 1997 / abgerissen 2020/21 | Das Gebäude wurde 1962 als Getreidesilo für die Carlsberg-Brauerei errichtet. Mitte der 1990er Jahre begannen Umbauarbeiten, die 1997 mit dem Einzug der Hauptverwaltung der Brauerei in das neue Bürogebäude endeten. Es wurde 2020/21 abgerissen. |                |
| 7.  | Radisson Blu Scandinavia Hotel           | Kopenhagen, Amager    | 86        | 26     | 1973                             | Das dritte Hotel der Radisson SAS-Kette in Kopenhagen wurde 1973 in Stahlbetonbauweise errichtet. Es ist das größte Hotel in Dänemark und beherbergt das größte Casino in Skandinavien. Auf den 26 Etagen des Hotels sind 540 Zimmer verteilt. | weitere Bilder |
| 8.  | Copenhagen North Tower                   | Kopenhagen, Ørestad   | 85        | 21     | 2015                             | Büros |                |
| 8.  | Crowne Plaza                             | Kopenhagen, Ørestad   | 85        | 21     | 2009                             | Hotel | weitere Bilder |
| 9.  | Ferring International Center             | Kopenhagen, Ørestad   | 80        | 21     | 2002                             | Das Gebäude des Schweizer Pharmaunternehmens Ferring wurde in Stahlskelettbauweise mit einer Curtain Wall-Fassade aus Aluminium errichtet. In den beiden Nebengebäuden befinden sich Labors, während im Turm Büros untergebracht sind. | weitere Bilder |
| 9.  | Kaktus Turm 01                           | Kopenhagen, Vesterbro | 80        | 24     | 2022                             | Das höhere von 2 Wohnhochhäusern mit insgesamt 495 kleinen Wohnungen und Gemeinschaftseinrichtungen in den unteren Etagen. | weitere Bilder |
| 9.  | Dahlerups Turm                           | Kopenhagen, Carlsberg | 80        | 24     | 2021                             | Wohnungen, Gebäude benannt nach Vilhelm Dahlerup, dessen „ikonische Elefantenpforte“ sich in der Nähe befindet | weitere Bilder |
| 9.  | Vogelius Turm                            | Kopenhagen, Carlsberg | 80        | 24     | 2022                             | Wohnungen, im Grundsatz dieselbe Gestaltung wie Dahlerups Turm |                |
| 10. | Bella Sky Hotel                          | Kopenhagen            | 76,5      | 24     | 2011                             | Hotel, „schiefer als der schiefe Turm von Pisa“ | weitere Bilder |
| 11. | Papirtårnet                              | Silkeborg             | 75,5      | 22     | 2021                             | Wohnungen, auf dem Areal einer früheren Papierfabrik |                |
| 12. | Mærsk Turm                               | Kopenhagen            | 75        | 16     | 2017                             | Wissenschaft | weitere Bilder |
| 12. | Ceres Panorama                           | Aarhus                | 75        | 20     | 2016                             | Wohnungen | weitere Bilder |
| 13. | Hotel Alsik                              | Sønderborg            | 72        | 19     | 2019                             | Hotel | weitere Bilder |
| 14. | AARhus                                   | Aarhus                | 71,5      | 20     | 2019                             | Wohnungen | weitere Bilder |
| 15. | Horisonten                               | Ålborg                | 70        | 22     | 2020                             | Wohnungen |                |
| 15. | Øresundstårnet                           | Kopenhagen            | 70        | 21     | 2013                             | Wohnungen |                |
| 15. | Rigshospitalet                           | Kopenhagen, Østerbro  | 70        | 17     | 1970                             | Das Krankenhaus ist das zweitgrößte in Dänemark. |                |
| 15. | Kongens Bryghus                          | Kopenhagen, Vesterbro | 70        | 21     | 1957 / 1997                      | Der frühere Malzsilo der Brauerei Kongens Bryghus, später Teil der Carlsberg-Brauerei, wurde von 1995 bis 1997 zu einem Wohnhaus mit 108 Appartements auf 21 Stockwerken umgebaut. Wegen seiner Vergangenheit als Silo wurde es in Rahmenkonstruktionsbauweise erbaut. Von 1957 bis zur Fusion mit Carlsberg nutzte die Brauerei das Gebäude. Anschließend stand es bis 1995 leer.                                                          | weitere Bilder |
| 16. | SAS Royal Hotel                          | Kopenhagen            | 69,6      | 22     | 1960                             | Im Auftrag der Scandinavian Airlines System plante und errichtete der dänische Architekt Arne Jacobsen das Hotel von 1956 bis 1960. Das in Stahlskelettbauweise gebaute Haus war das erste dänische Hochhaus mit einer Curtain-Wall-Fassade. Bekannt wurde das Hotel auch durch die Möbelentwürfe Jacobsens, wie der Schwan und das Ei, die zu Designklassikern wurden. Bis 1969 war das 20-stöckige Haus das höchste Hochhaus in Dänemark. | weitere Bilder |
| 17. | Sky Tower Hotel                          | Aarhus                | 69        |        | 2022                             | Hotel |                |
| 18. | Rødovre Port Tårn                        | Rødovre               | 68,5      | 19     |                                  | Wohnen |                |
| 19. | Codan-Haus (dänisch Codanhus)            | Frederiksberg         | 66        | 21     | 1961                             | Das Haus der Versicherung Codan war 36 Jahre lang Dänemarks höchstes Bürohochhaus. | weitere Bilder |
| 20. | Thors Tårn                               | Randers               | 64,5      | 19     | 2021                             | Das Wohnhochhaus wurde im neuen Stadtteil Thors Bakke auf dem Gelände der 2003 geschlossenen Brauerei Thor errichtet. | weitere Bilder |
| 21. | KPMG Huset                               | Aarhus                | 63,65     | 16     | 2003                             | Die Eröffnung der ersten beiden Etagen fand 2003 statt. Seit 2004 ist die Niederlassung der KPMG auf zehn Etagen eingerichtet. Zwei weitere Etagen des Hauses enthalten Wohnungen. Das Gebäude hat eine Curtain-Wall-Fassade. | weitere Bilder |
| 22. | Prismet                                  | Aarhus                | 62,83     | 18     | 2001                             | Das Gebäude war das erste Hochhaus mit einer vollständig aus Glaselementen bestehenden Curtain-Wall-Fassade. |                |
| 23. | Das Silo                                 | Kopenhagen            | 62        | 17     | 2017                             | Wohnungen | weitere Bilder |
| 23. | Bella Tower                              | Kopenhagen, Ørestad   | 62        | 19     | 2022                             | Neue Landmarke des Bellakvarters (Bella-Quartier), 199 Wohnungen mit 2 bis 6 Zimmern, Balkone ringsherum. |                |
| 23. | Scandic Copenhagen City Hotel            | Kopenhagen            | 62        | 19     | 1971                             | Hotel |                |
| 23. | Kobbertårnet (Kupfer Turm)               | Kopenhagen, Østerbro  | 62        | 16     | 2004                             | Bürogebäude mit Kupferfassade, in 14 von 16 Geschossen Sitz der Rechtskanzlei Plesner Svane Grønborg | weitere Bilder |
| 24. | Axel Towers                              | Kopenhagen            | 61        | 16     | 2016                             | Komplex mit mehreren Türmen, von denen der höchste 61 Meter erreicht, Büros | weitere Bilder |
| 25. | Spidsen                                  | Kopenhagen, Nordhavn  | 60        | 12     | 2022                             | Zylinderförmiges Bürohochhaus mit großzügigem Atrium im Inneren, das sich über alle Etagen erstreckt. | weitere Bilder |
| 25. | Kaktus Turm 02                           | Kopenhagen, Vesterbro | 60        | 20     | 2022                             | Das kleinere von 2 Wohnhochhäusern mit insgesamt 495 kleinen Wohnungen und Gemeinschaftseinrichtungen in den unteren Etagen. | weitere Bilder |
| 25. | TBT Tower                                | Odense                | 60        | 17     | 2019                             | Wohnungen |                |
| 26. | Portland Towers                          | Kopenhagen            | 59        | 7      | 2014                             | Büros | weitere Bilder |
| 27. | Aalborg Universitetshospital Afsnit Nord | Ålborg                | 57,1      | 16     | 1959                             | Krankenhaus |                |
| 28. | Fjordtårnet (Turm am Fjord)              | Holbæk                | 57        | 17     | 2019                             | Wohnen |                |
| 28. | A place to                               | Esbjerg               | 57        |        | 2020                             | Hotel und Wohnungen, 3 Baukörper: 57, 35 und 23 m hoch | weitere Bilder |
| 29. | Odense Universitetshospital              | Odense                | 56,6      | 15     | 1967                             | Krankenhaus | Bilder         |
| 30. | Wennberg Silo                            | Kopenhagen            | 56        | 16     | 2004                             | Ehemaliger Silo im südlichen Teil des Hafens von Kopenhagen. Das Silo wurde Ende der 1960er-Jahre errichtet und später zu einem Bürogebäude gewandelt. | weitere Bilder |
| 30. | Danhostel Copenhagen City                | Kopenhagen            | 56        | 18     | 1955                             | Größte Jugendherberge in Kopenhagen. | weitere Bilder |
| 30. | Charlottentårnet                         | Kopenhagen            | 56        | 16     | 2019                             | Hotel | weitere Bilder |
| 30. | Den Hvide Facet                          | Vejle                 | 56        | 17     | 2006                             | Wohnhochhaus im Havneparken mit 57 Eigentumswohnungen, höchstes Gebäude in Vejle. | weitere Bilder |
| 31. | Domus Portus                             | Kopenhagen            | 55        | 17     | 1961                             | Wohnhaus | weitere Bilder |
| 31. | Peder Lykke Centret                      | Kopenhagen, Amager    | 55        | 16     | 1972                             | Seniorenwohnen |                |
| 31. | Hochhaus Langenæs                        | Aarhus                | 55        | 15     | 1971                             | Das Wohnhaus wurde 1971 errichtet. Auf den 15 Etagen befinden sich je 6 Wohnungen. Die Fassade aus roten Ziegelsteinen wurde bei einer Renovierung von 1991 bis 1992 mit roten Aluminiumplatten abgedeckt. | weitere Bilder |
| 32. | Høje Brygge                              | Ålborg                | 53        | 17     | 2001                             | An der Stelle zweier früherer Silos, wurde das Wohngebäude im Design zweier Silotürme errichtet. In dem Gebäude befinden sich 47 Wohnungen. |                |
| 32. | Hotel Hvide Hus                          | Ålborg                | 53        | 16     | 1968                             | Hotel | weitere Bilder |
| 33. | Grøfthøjparken 159-163                   | Aarhus                | 51        | 17     | 1970                             | Das Wohnhaus wurde 1970 fertiggestellt. Auf 17 Etagen hat der Betonbau je 15 Wohnungen. |                |
| 34. | Krimsvej 11F                             | Kopenhagen, Amager    | 50,5      | 16     | 2014                             | Wohnungen |                |
| 35. | Campus Kollegiet                         | Odense                | 50        | 15     | 2015                             | Studentenwohnen, Hochhaus besteht aus drei ineinander verdrehten Türmen, die 250 Studenten Unterkunft bieten |                |
| 35. | Tuxens Turm                              | Kopenhagen, Carlsberg | 50        | 12     | 2021                             | Wohnungen | weitere Bilder |
| 35. | Grønlunds Turm                           | Kopenhagen, Carlsberg | 50        | 12     | 2021                             | Wohnungen | weitere Bilder |
| 35. | CABINN Metro                             | Kopenhagen, Ørestad   | 50        | 15     | 2009                             | Hotel |                |

## In Bau und Planung
| Name             | Stadt                 | Höhe    | Etagen | Baujahr | Nutzung   | Status     |
| ---------------- | --------------------- | ------- | ------ | ------- | --------- | ---------- |
| Postbyen Tårn 01 | Kopenhagen            | 106,5 m | 29     | 2024    | Wohnungen | Im Bau     |
| Høffdings Turm   | Kopenhagen, Carlsberg | 100 m   |        | 2025    | Wohnungen | In Planung |
| Njals Tårn       | Kopenhagen, Amager    | 86 m    | 24     | 2023    | Wohnungen | Im Bau     |
| Postbyen Tårn 02 | Kopenhagen            | 84,9 m  |        | 2024    | Hotel     | Im Bau     |
| Beckmanns Turm   | Kopenhagen, Carlsberg | 80 m    | 24     | 2025    | Wohnungen | In Planung |
| Carls Turm       | Kopenhagen, Carlsberg | 80 m    | 24     | 2025    | Wohnungen | In Planung |
| Postbyen Tårn 03 | Kopenhagen            | 58 m    | 15     | 2024    | Wohnungen | Im Bau     |

## Liste der höchsten Gebäude ihrer Zeit
| Zeit       | Gebäude                                  | Ort                   | Höhe    | Etagen |
| ---------- | ---------------------------------------- | --------------------- | ------- | ------ |
| 1954–1955  | Ved Bellahøj 19–21                       | Kopenhagen            | 40 m    | 14     |
| 1955–1959  | Danhostel Copenhagen City                | Kopenhagen            | 56 m    | 18     |
| 1959–1960  | Aalborg Universitetshospital Afsnit Nord | Aalborg               | 57,1 m  | 16     |
| 1960–1969  | SAS Royal Hotel                          | Kopenhagen            | 69,6 m  | 22     |
| 1969–1976  | Domus Vista                              | Frederiksberg Kommune | 101,9 m | 30     |
| 1976–2021  | Herlev-Krankenhaus                       | Herlev                | 120 m   | 25     |
| 2021–heute | Lighthouse X2                            | Aarhus                | 142 m   | 42     |